# (32917) 1995 CM
1995 CM (asteroide 32917) é um asteroide da cintura principal. Possui uma excentricidade de 0.19860080 e uma inclinação de 5.14201º.
Este asteroide foi descoberto no dia 1 de fevereiro de 1995 por Takao Kobayashi em Oizumi.